# Суторина
Суторина (черног. , серб. Sutorina) — село в Черногории. Образует одноимённый муниципалитет (район) в составе общины Херцег-Нови.
С XIV века непрерывно входила в состав Боснии и Герцеговины. В 1936—1947 годах властями Югославии была закреплена за Черногорией.
26 августа 2015 года в Вене был подписан договор о границах между Черногорией и Боснией и Герцеговиной, согласно которому территория Суторины остаётся за Черногорией. Свои подписи под документом поставили министр внутренних дел Черногории Рашко Коньевич и глава МИД БиГ Игор Црнадак. На церемонии присутствовали черногорский президент Филип Вуянович, председатель президиума Боснии и Герцеговины Драган Чович и президент Австрии Хайнц Фишер.

## Физико-географическая характеристика
Район Суторина представляет собой узкую полосу, протянувшуюся от границы Боснией и Герцеговиной на северо-западе вдоль границы с Хорватией до побережья Которского залива Адриатического моря. Район занимает долину реки Суторины, впадающей в залив. Расположен на крайнем юго-западе Черногории. Протяжённость района от границы с Боснией и Герцеговиной до морского берега составляет около 7 км (по прямой). Площадь (2007 год) — 7,97 км².
Село Суторина в основном расположено в средней части одноимённого муниципального образования (черног. zajednica — «сообщество»), на берегу реки Суторины, на автодороге E 80, которая соединяет город Херцег-Нови с хорватским Дубровником.

## Историческая принадлежность
В Средние века местность в районе Суторины входила в состав сербского княжества Травунии, существовавшего с IX века.

### Босния и Герцеговина

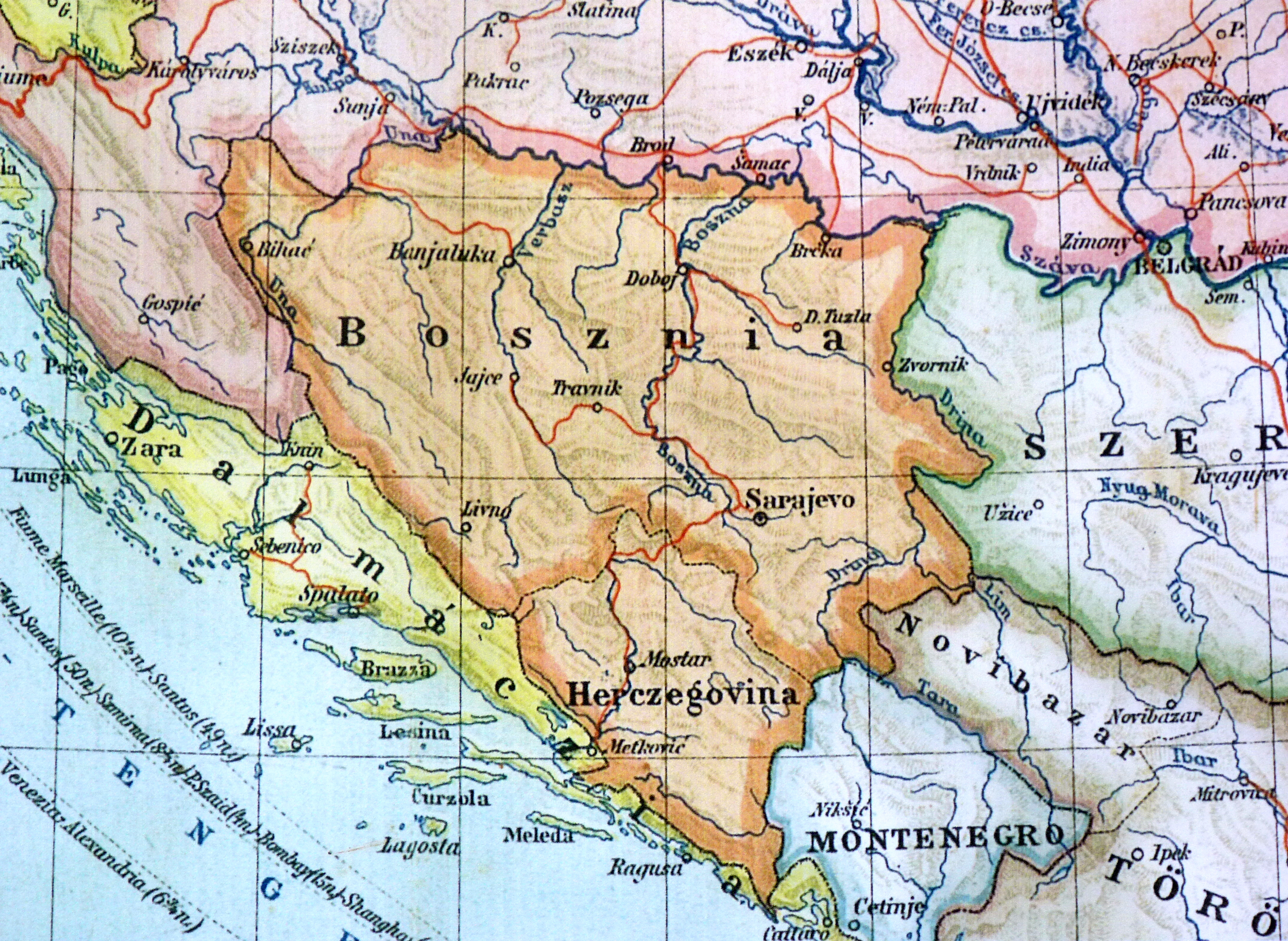
Суторина в составе Боснии и Герцеговины на карте конца XIX века

В 1377 году церковный приход Драчевица, располагавшийся в районе современной Суторины, вошёл в состав Боснийского королевства. В 1382 году боснийский король Твртко I на берегу Которского залива основал город Нови, будущий Херцег-Нови (расположен вблизи Суторины). В последующем боснийская знать продала соседние земли прихода Конавле Дубровницкой республике, к 1428 году пограничные споры в этом районе были решены. При этом граница начиналась на побережье Которского залива и по горам уходила на северо-запад. В 1482 году город Нови пал под натиском турок, завоевавших Боснию. Приход Драчевица вошёл в состав Герцеговинского санджака, который, в свою очередь, с 1580 года относился к Боснийскому эялету.
В 1687 году вместе с городом Нови район Суторины вошёл в состав Венецианской республики. На переговорах, связанных с подписанием Карловицкого мирного договора 1699 года (явившегося итогом венецианско-турецкой войны), стороны определили побережье Которского залива за Венецией, однако Суторина осталась в составе Боснийского эялета Османской империи, как буфер Дубровницкой республики от земель венецианцев (такую же функцию выполняло поселение Неум в другой части Далмации). Эта договорённость послужила основанием для демаркации местности в 1700 году. Пожаревацкий договор 1718 года не изменил границу в районе Суторины. В 1835 году Драчевицкая нахия, к которому относилась Суторина, вошла в состав Требинской области. В 1865 году в составе области образована Суторинская нахия. После аннексии Боснии и Герцеговины Австро-Венгрией в 1877 году, Суторина оставалась в составе БиГ. После административно-территориальной реформы в Югославии 1929 года Суторина вместе с селом Крушевице была включена в Приморскую общину Требинского района (серб. srez — «уезд, район») Зетской бановины.

### Черногория
В 1936 году Приморская община, распоряжением министра внутренних дел Югославии, была выведена из Требинского района и передана в состав Боко-Которского района. При создании национальных республик Югославии в 1940-е годы Суторина вместе с остальным побережьем Которского залива оказалась в составе Черногории, а не Боснии и Герцеговины. Вопрос проведения границы между двумя республиками после Второй мировой войны остаётся плохо изученным. В 1947 году Суторина окончательно была закреплена за Черногорией.

## Территориальные претензии
См. также статью Проблема принадлежности Суторины
В 2006 году был поднят вопрос о возвращении Суторины в состав БиГ. В 2008 году начались переговоры о государственной границе между Боснией и Герцеговиной и Черногорией. В 2015 году США предложили властям БиГ отказаться от территориальных претензий на Суторину, пригрозив прекратить финансовую поддержку страны. 26 августа 2015 года был подписан договор, оставляющий Суторину за Черногорией.